# Charinos

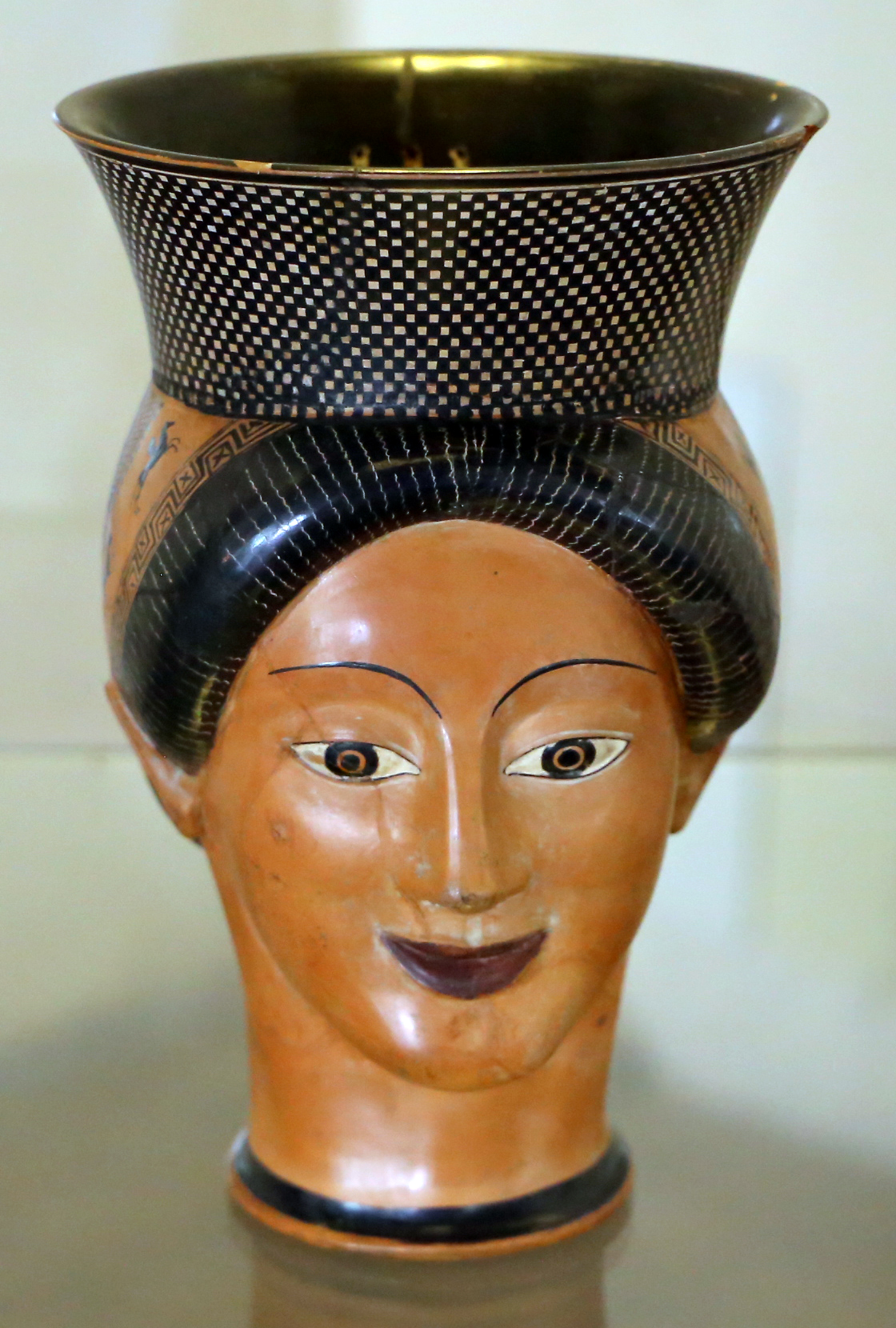
Gefäß in Tarquinia

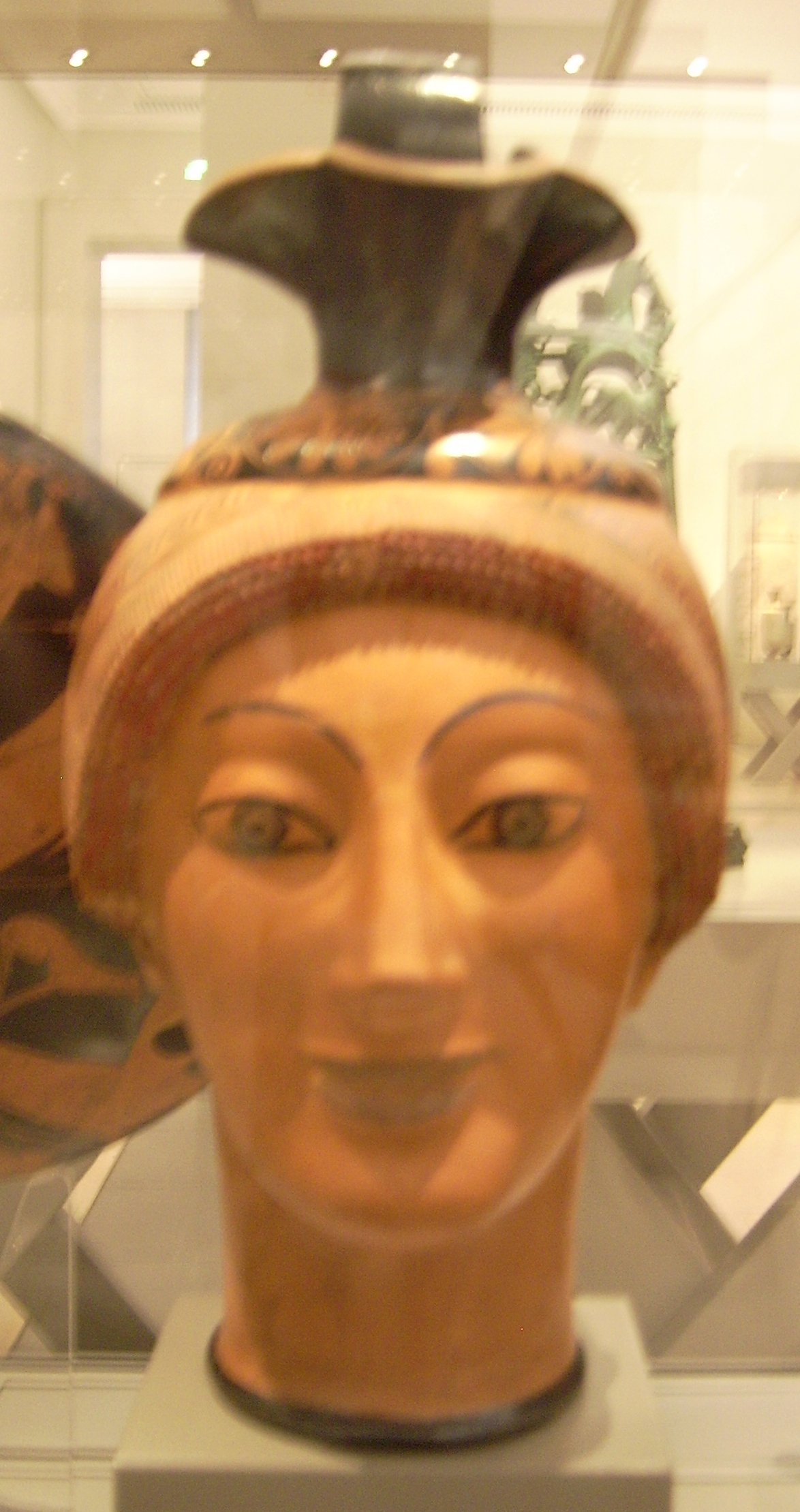
Kanne in Form eines reich geschmückten Frauenkopfes. Von Charinos signiert. Um 490 v. Chr. Gefunden in Vulci. Berlin, Antikensammlung F 2190

Charinos (altgriechisch Χαρῖνος) war ein um 520 bis 500 v. Chr. tätiger attischer Töpfer. Er war der Schöpfer von qualitätvollen modellierten Kannen in Kopfform, von denen sich acht signierte Exemplare erhalten haben. Diese Gefäße werden auch als Klasse C oder Charinos-Klasse der Kopfgefäße bezeichnet. Darüber hinaus ist noch eine von ihm signierte weißgrundige Oinochoe bekannt. Zur Bemalung seiner Gefäße arbeitete er unter anderem mit dem sogenannten Triptolemos-Maler zusammen.

## Werke
- Basel, Sammlung Herbert A. Cahn

Fragment einer Kanne in Form eines Frauenkopfes HC 732
- Berlin, Antikensammlung

Kanne in Form eines Frauenkopfes F 2190
- London, British Museum

weißgrundige Oinochoe B 631 (1851.4-16.8)
- Oxford, Ashmolean Museum

Henkelfragment einer Kanne in Form eines Frauenkopfes 1966.981
- Palermo, Museo Archeologico Regionale

Kanne in Form eines Frauenkopfes (Fragment)
- Richmond, Virginia Museum of Fine Arts

Fragmentierte Kanne in Form eines Widderkopfes 79.100 (Triptolemos-Maler)
- Rom, Museo Nazionale Etrusco di Villa Giulia

Fragmente einer Kanne in Form eines Negerkopfes
- St. Petersburg, Eremitage

Kanne in Form eines Frauenkopfes ГР-7031
- Tarquinia, Museo Archeologico Nazionale

Kanne in Form eines Frauenkopfes RC 6845.